# Earth Angel
«Earth Angel (Will You Be Mine)» es una de las más afamadas y representativas canciones de estilo de armonía vocal estadounidense conocido popularmente como doo wop. Interpretada originariamente por The Penguins en 1954 bajo el sello Doctone, al igual que «Hey, Señorita», se convirtió en el mayor éxito del grupo The Crew-Cuts, quienes la versionaron en 1955 alcanzando la lista de ventas el 29 de enero de ese mismo año. Asimismo, el éxito alcanzó el tercer puesto de la lista Disc Jockey Chart y el octavo en las listas Best Seller y Juke Box Chart.
La primera grabación del tema tuvo lugar en el estudio que Ted Brinson tenía en su garaje de Los Ángeles, junto al productor Dootsie Williams. Earth Angel rápidamente pasó por delante de la cara A en cuanto a popularidad y alcanzó el número 1 de la lista manteniéndose durante tres semanas al inicio de 1955, también fue octavo en la lista de Pop. Se han realizado varios covers desde entonces, la balada resultó que podía ser el único hit del grupo del Top 40.
Earth Angel alcanzó el puesto 151 de las lista de Rolling Stone de las 500 mejores canciones de todos los tiempos en la revista Rolling Stone. En 2004, fue una de las 50 grabaciones escogidas por Biblioteca del Congreso en ser añadida al Registro Nacional de grabaciones.

## Autoría
Originalmente estuvo registrada a nombre de Curtis Williams, el cantante barítono de The Penguins, pero, tras una disputa legal en 1956, se añadieron como coautores Jesse Belvin y Gaynel Hodge, que en la época era miembro de otro grupo vocal angelino, The Turks.[cita requerida]
Ha llegado a comentarse que «Earth Angel era un "pastiche" de todo lo que había en el aire de Los Ángeles». De acuerdo con una de las fuentes más reputadas, Belvin fue quien la comenzó, y luego se desarrolló a través de diversas canciones con diferentes títulos que grabaron Hodge y Williams. A cambio, les influyó Dream Girl, un éxito R&B (n.º 2 en listas) de Belvin firmado a medias por éste y Marvin Phillips (de Marvin & Johnny) y que contenía muchas inflexiones vocales iguales a las utilizadas en Earth Angel. El estribillo «Will you be mine?» se tomó prestado de la canción homónima de The Swallows. Una canción muy similar cuanto a la introducción de piano y la progresión de acordes es I Know, grabada en 1953 por The Hollywood Flames, un grupo del cual tanto Hodge como Williams fueron miembros durante un tiempo. Los cambios de acordes, conocidos como la 50s progression, también son similares a la canción Blue Moon de Rodgers y Hart, la cual era muy popular entre muchos grupos doo-wop. La coda de Earth Angel con la palabra "You-oo... you-oo... you-oo... you-oo" reiteradamente harmonizada se puede escuchar de igual modo en la versión de The Dominoes del These Foolish Things (Remind Me Of You), versión que llegó al n.º 5 en las listas de R&B.

## Versiones
- La canción fue un hit para The Crew-Cuts en 1955.
- Gloria Mann (#18) en 1955.
- Johnny Tilloston (#57) en 1960.
- The Vogues (#42) en 1969.
- New Edition (#21) en 1986.
- Incubus incluida en algunos bootlegs en vivo.
- Bella Morte publicó en 2006 un cover de Earth Angel en su álbum Bleed The Grey Sky. Black al igual que en su videoclip donde aparecían zombis bailando.
- Death Cab for Cutie grabó una versión para Stubbs the Zombie in Rebel Without a Pulse.
- Tiny Tim.
- Blink-182 en 2002 durante su gira The 2002 Pop Disaster Tour.
- La banda de ska, Slapstick realizó un cover de la canción incluida en su álbum homónimo.
- Ghoti Hook publicó la versión en su álbum Song's We Didn't Write.
- Elvis Presley en Alemania.
- Hardley Seen.
- Hong Kong Flith interpretó la canción en directo en la mayoría de sus actuaciones.
- Sometime realizó un cover en el 2007 en su álbum Supercalifragilisticexpialidocious.
- J.Rad realizó una versión metalera de esta canción.
- Green Day a menudo incluye la canción en sus medleys en directo.
- Banda Blanca